# Santo Rossi
Santo Rossi (Villacaccia, 7 marzo 1940 – Pesaro, 30 marzo 2020) è stato un cestista italiano.
Padre di Francesca Rossi, Giulio Rossi e Amalia Rossi, è morto nel marzo del 2020, vittima di complicanze dovute al coronavirus.

## Carriera
Tra il 1962 ed il 1965 vestì la casacca della Virtus Bologna. In Nazionale disputò l'Europeo del 1963; in maglia azzurra collezionò in totale 17 presenze con 11 punti realizzati.